# Hoplitis tridentata
Hoplitis tridentata là một loài ong trong họ Megachilidae. Loài này được Dufour & Perris miêu tả khoa học đầu tiên năm 1840.